# Dragon Ball Z: Budokai 3
Dragon Ball Z: Budokai 3 (jap. ドラゴンボールZ3 Doragon Bōru Zetto Surī) – gra komputerowa z gatunku bijatyk osadzona w uniwersum Dragon Ball, wyprodukowana przez Dimps i wydana w 2004 roku przez Atari. Jest to kontynuacja gier Dragon Ball Z: Budokai i Dragon Ball Z: Budokai 2. Budokai 3 oferuje oprawę graficzną w stylu cel-shading.